# Eurysquilla sewelli
Eurysquilla sewelli is een bidsprinkhaankreeftensoort uit de familie van de Eurysquillidae. De wetenschappelijke naam van de soort is voor het eerst geldig gepubliceerd in 1939 door Chopra.